# Lil Russia
Irina Casado i Pozanco (Montcada i Reixac, 1993), més coneguda com Lil Russia, és una cantant catalana de música rap que treballa amb el punxadiscos i productor musical Federico Castro «Jahzzmvn», a qui va conèixer al festival Say it Loud. En seu tercer treball, Ekklesia, va ser un EP de col·laboracions amb artistes com Adala, Rapsusklei i Santa Salut.

## Discografia
- Deshielo (autoeditat, 2019)[3]
- Zalamera (Guspira Records, 2020)
- Ekklesia (Guspira Records, 2021)[4]